# Alstonia
Alstonia es un género de fanerógamas de la familia Apocynaceae. Contiene unas 60 especies. Es un amplio género de árboles y arbustos perennes. 

## Distribución y hábitat
Alstonia consta de alrededor de 40-60 especies (de acuerdo a diferentes autores), nativas de zonas tropicales y subtropicales de África, América Central, el sureste de Asia, Polinesia y Australia, con la mayoría de las especies en la región de Malasia.

## Descripción
Estos árboles pueden crecer muy grandes, tales como Alstonia pneumatophora, que alcanza una altura de 60 metros y un diámetro de más de 2 m ; Alstonia longifolia es la única especie que crece en Centroamérica (principalmente arbustos, pero también árboles de 20 m de alto).
Las hojas son coriáceas, sésiles, simples, elípticas, ovales, lineales o lanceoladas y en forma de cuña en la base. El limbo de la hoja es dorsoventral, de tamaño mediano a grande y opuesto o eliminado en un verticilo y con todo el margen. La venación de la hoja  es pinnada, con numerosas venas que terminan en una vena marginal.
La inflorescencia es terminal o axilar, y consiste en cimas o compuestas umbelas. Las pequeñas, más o menos fragantes flores son de color blanco, amarillo, rosa o verde y en forma de embudo, que crecen en un pedicelo y subtendido por brácteas. Se componen de 5 pétalos y 5 sépalos, dispuestos en cuatro verticilos. Son hermafroditas.
Alstonia macrophylla es comúnmente conocida en Sri Lanka como "Havari nuga 'o la peluca Banyan" debido a su distintiva flor que se parece a una mujer de  larga peluca.

## Propiedades
Los árboles de Alstonia  se utilizan en la medicina tradicional.  La corteza de  Alstonia constricta y de Alstonia scholaris es una fuente de un remedio contra el paludismo, dolor de muelas, reumatismo o de mordeduras de serpiente. El látex se utiliza en el tratamiento de la tos, llagas en la garganta y la fiebre.
Muchas especies son maderas comerciales, llamado pule o pulai en Indonesia y Malasia. Los árboles están muy extendidos y en su mayoría no están en peligro de extinción.  Sin embargo unas pocas especies son muy raras, tales como A. annamensis , A. beatricis ,  A. breviloba , A. stenophylla  y A. guangxiensis.
Estas plantas son ricas en alcaloides indólicos. La corteza y raíces contienen venenatina, alstovenina, 3-deshidroalstovenina, reserpina, venoxidina, anhidroalstonatina, kopsinina, venalstonina, venalstonidina, equitovenina y veneserpina. Los frutos contiene equitovenidina, (+)-minovincinina, equitoserpidina, equitoserpina, equitovenilina, 11-metoxiequitovonidina, 11-metoxi-(-)-minovinicinina, equitoserpilina, (-)-vincadiformina, 11-metoxi(-)-vincadiformina and venoterpina. LAs hojas contienen equitovenaldina, equitovenilina, alstolenina, desacetilakuammilina, polinuridina, dihidropolinuridina y raucafrininolina. Además, los frutos contienen triterpenos tipo ésteres de amirina y lupeol.

## Taxonomía
El género fue descrito por Robert Brown y publicado en Memoirs of the Wernerian Natural History Society 1: 75. 1811. La especie tipo, Alstonia scholaris (L.) R.Br. fue originalmente llamada Echites scholaris por Linneo en 1767.
Etimología
Alstonia: nombre genérico que fue nombrado por Robert Brown en 1811, en honor de Charles Alston (1685-1760), profesor de botánica en Edimburgo  de 1716-1760.

## Especies seleccionadas
| - Alstonia actinophylla (A.Cunn.) K.Schum. - Alstonia acuminata Miq. - Alstonia annamensis (Monach.) K.Sidiyasa - Alstonia angustifolia A.DC. - Alstonia balansae Guillaumin - Alstonia beatricis K.Sidiyasa - Alstonia boonei De Wild. - Alstonia boulindaensis Boiteau - Alstonia brassii Monachino - Alstonia breviloba K.Sidiyasa - Alstonia calophylla Miq. - Alstonia comptonii S.Moore - Alstonia congensis Engl. - Alstonia constricta F.Muell. - Alstonia coriacea Pancher & S.Moore - Alstonia costata R.Br. - Alstonia cuneata Wall. & G.Don - Alstonia curtisii King & Gamble - Alstonia deplanchei Van Heurck & Müll.Arg. - Alstonia duerckheimianan Schltr. - Alstonia edulis G.Benn. - Alstonia elliptica J.W.Moore - Alstonia esquirolii H.Lév. - Alstonia eximia Miq. - Alstonia ficifolia S.Moore - Alstonia filipes Schltr. ex Guillaumin - Alstonia fragrans J.W.Moore - Alstonia gilletii De Wild. - Alstonia glabriflora Markgr. - Alstonia godeffroyi Reinecke - Alstonia grandifolia Miq. - Alstonia guangxiensis D.Fang & X.X.Chen - Alstonia henryi Tsiang - Alstonia iwahigensis Elmer - Alstonia kurzii Hook.f. - Alstonia lanceolata Van Heurck & Müll.Arg. - Alstonia lanceolifera S.Moore - Alstonia legouixiae Van Heurck & Müll.Arg. - Alstonia lenormandii Van Heurck & Müll.Arg. - Alstonia linearifolia Guillaumin - Alstonia linearis Benth. | - Alstonia longifolia (A.DC.) Pichon - Alstonia longissima F.Muell. - Alstonia macrophylla Wall. ex G.Don - Alstonia mairei H.Lév. - Alstonia marquisensis M.L.Grant ex Fosberg & Sachet - Alstonia micrantha Ridl. - Alstonia mollis Benth. - Alstonia montana Turrill - Alstonia muelleriana Domin - Alstonia oleandraefolia Lodd. ex Loudon - Alstonia paupera Hand.-Mazz. & Tsiang (sin. A. mairei) - Alstonia penangiana K.Sidiyasa - Alstonia plumosa Labill. - Alstonia pneumatophora Backer ex L.G.Den Berger - Alstonia polyphylla Miq. - Alstonia quaternata Van Heurck & Müll.Arg. - Alstonia reineckeana Lauterb. - Alstonia retusa S.Moore - Alstonia roeperi Van Heurck & Müll.Arg. - Alstonia rostrata C.E.C.Fisch. - Alstonia rubiginosa K.Sidiyasa - Alstonia rupestris Kerr - Alstonia saligna S.Moore - Alstonia scholaris (L.) R.Br. - Alstonia sericea Blume - Alstonia setchelliana Christoph. - Alstonia smithii Markgr. - Alstonia somersetensis F.M.Bailey - Alstonia spathulifolia Guillaumin - Alstonia spatulata Blume - Alstonia spectabilis R.Br. - Alstonia sphaerocapitata Boiteau - Alstonia stenophylla Guillaumin - Alstonia subsessilis Miq. - Alstonia theaeformis L.f. - Alstonia undulata Guillaumin - Alstonia undulifolia Kochummen & K.M.Wong - Alstonia venenata R.Br. - Alstonia verticillosa F.Muell. - Alstonia vieillardii Van Heurck & Müll.Arg. - Alstonia villosa Blume - Alstonia vitiensis Seem. - Alstonia yunnanensis Diels |